# Арретинская керамика
Аретинская керамика или Арретинская керамика — разновидность древнеримских керамических изделий по названию города Ареццо в итальянской области (регионе) Тоскана. Ареццо (итал. Arezzo) расположен в 80 км к юго-востоку от Флоренции. В античности Ареций, или Арретиум (лат. Arretium), — один из двенадцати главных этрусских городов. В 88 году захвачен римлянами, которые наладили собственные производства различных изделий.
В римский период в Аррециуме, во II—I вв. до н. э. производили чернолаковую керамику этрусского типа буккеро. С I в. н. э. — посуду, покрытую тонкоотмученным слоем красной глины с последующим лощением (притиранием твёрдым предметом с маслом) и обжигом. Такие изделия заменяли более дорогую серебряную и позолоченную посуду. Изделия из красной керамики получили название аретинских (правильней — аретийских).
Похожие произведения изготавливали греческие мастера в Восточном Средиземноморье в эллинистический период, в частности в Мегарах, западнее Афин — так называемые мегарские чаши, а также в Пергаме (Малая Азия), на о. Самос. В I—III веках похожие чаши и блюда делали и в других италийских городах — Путеоли, Суррент, Мутина. Одна из разновидностей аретинской керамики, пользовавшаяся наибольшим спросом, — изделия с печатным накладным рельефным рисунком в технике терра сигиллата.
Изготовление аретинской посуды стало одним из наиболее известных со времён древности примеров массового изготовления посуды. Аретинские изделия из-за рельефного декора сравнивали с металлическими, сходство усиливали отдельно прикрепляемые скульптурные детали, изготовленные в специальных гипсовых формах. В отдельных случаях рельефный декор дополняли гравировкой. Несмотря на многие разновидности изделий, производимых в разных мастерских романизированной Галлии, наилучшие изготавливали именно в Арретинуме.